# Samuel Garman

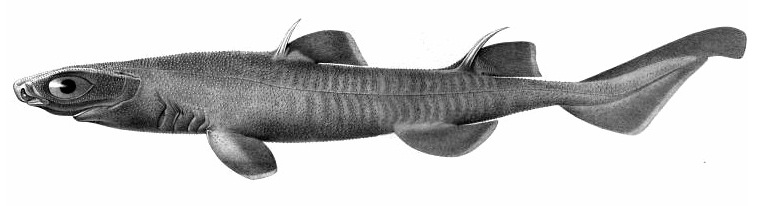
Il·lustració de Centroscyllium nigrum realitzada per Garman el 1899.

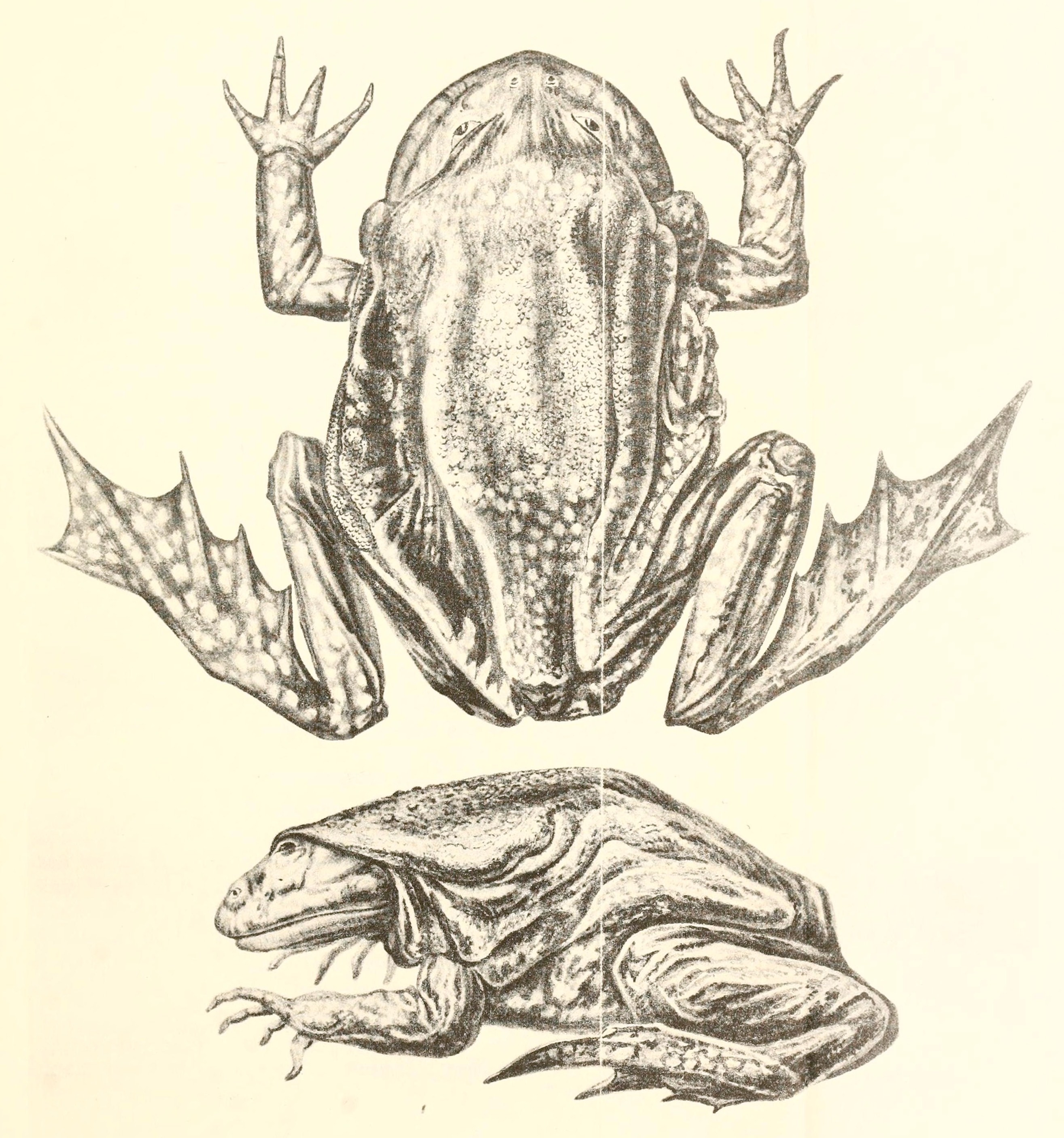
Il·lustració de Telmatobius culeus feta per Garman l'any 1876.

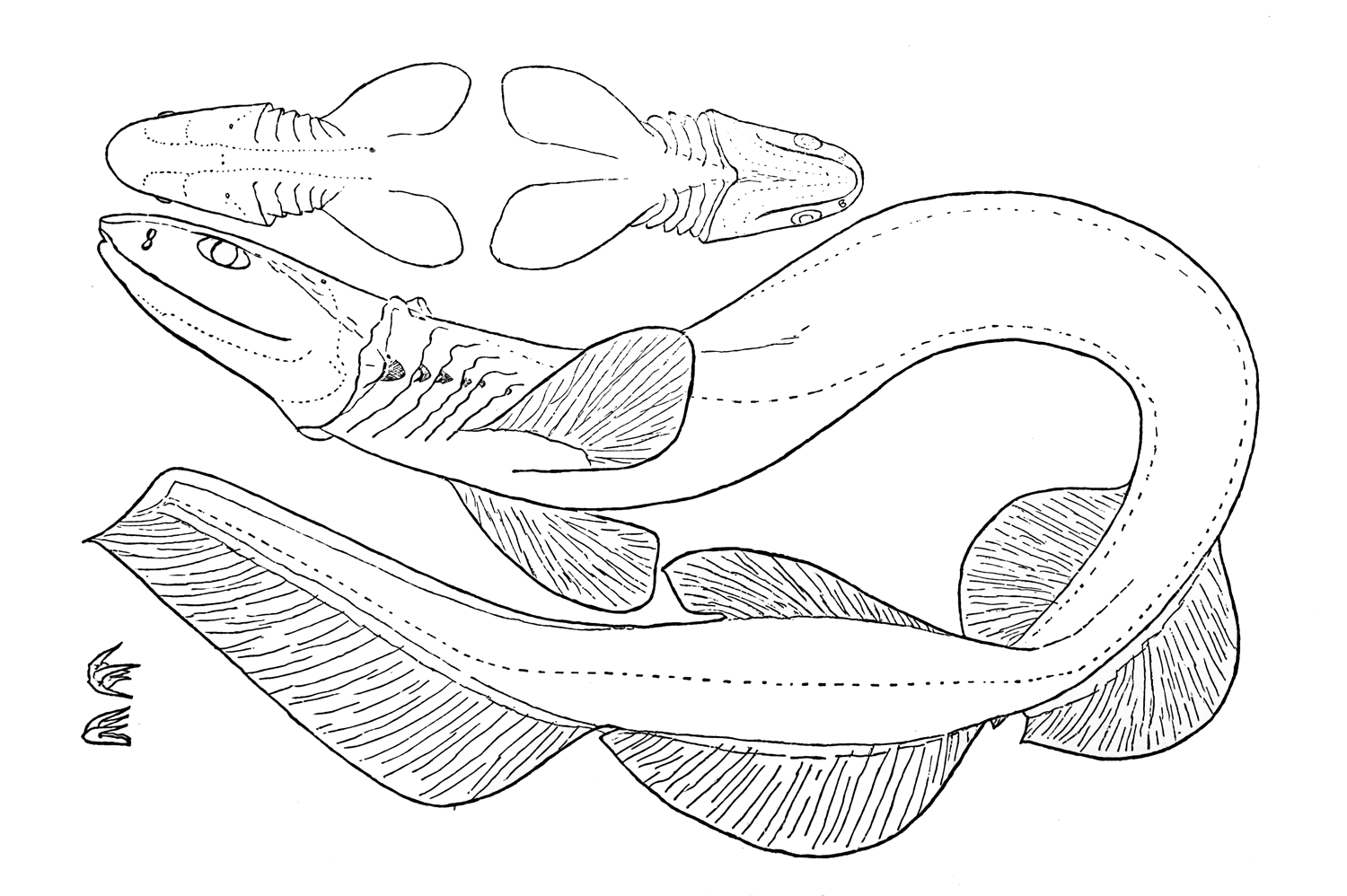
Il·lustració de Chlamydoselachus anguineus dibuixada per Garman el 1884.

Samuel Walton Garman (o Garmann) fou un zoòleg estatunidenc nascut el 5 de juny del 1843 al comtat d'Indiana (Pennsilvània, els Estats Units) i mort el 30 de setembre del 1927 a Plymouth (Massachusetts, els Estats Units).

## Biografia
Va abandonar molt aviat la llar familiar (els seus pares eren quàquers) i va portar una vida plena d'aventures. Així, per exemple, va treballar per a la Union Pacific Railroad lluitant contra els nadius americans i caçant per proveir de queviure les cantines que s'anaven estenent per l'oest dels Estats Units. L'any 1868 es va unir a l'expedició conduïda per John Wesley Powell per explorar les muntanyes de Colorado. Va mantindre correspondència amb el naturalista Edward Drinker Cope i el va acompanyar durant l'estiu del 1872 per recollir fòssils a Wyoming però fou acomiadat perquè va exigir cobrar un salari. Llavors, va viatjar a San Francisco i es va reunir amb Louis Agassiz, el qual estava a punt de partir per explorar l'estret de Magallanes. Agassiz va intuir les capacitats de Garman i el va convidar a unir-se a la seua expedició com a deixeble. El 1873 va ésser nomenat director adjunt d'herpetologia i ictiologia del Museum of Comparative Zoology de la Universitat Harvard. El 1874 es va unir a l'expedició organitzada pel fill de Louis Agassiz, Alexander Emanuel Agassiz, per explorar el llac Titicaca. Més tard, també l'acompanyà en diverses expedicions per les Antilles.
Va treballar principalment sobre els peixos (sobretot, els taurons), tot i que també els rèptils i els amfibis.

## Algunes publicacions
- Samuel Garman, 1875. Exploration of Lake Titicaca. Núm. 1. Fishes and reptiles. Bull. Mus. Comparative Zool. 3(11):273-278.
- Samuel Garman, 1881. Reports on the results of dredging under the supervision of Alexander Agassiz along the Atlantic cost of the United States, during the summer of 1880, by the U.S. Coast Survey Steamer "Blake," Commander J. R. Bartlett, U.S.N. commanding Part XII. Report on the selachians. Bull. Mus. Comparative Zool. 8(11):231-237.
- Samuel Garman, 1884?: On the Use of Polynomials as Names in Zoology.
- Samuel Garman, 1884: The North American reptiles and batrachians.
- Samuel Garman, 1885: Notes and descriptions taken from selachians in the U.S. National Museum.
- Samuel Garman, 1885: The generic name of the Pastinacas, or "string-rays".
- Samuel Garman, 1887?: On West Indian Iguanidae and on West Indian Scincidae, in the collection of the Museum of Comparative Zoology at Cambrigde, Mass., U.S.A.
- Samuel Garman, 1887?: Reptiles and batrachians from Texas and Mexico.
- Samuel Garman, 1888: The rattle of the rattlesnake.
- Samuel Garman, 1889: On the Evolution of the Rattlesnake.
- Samuel Garman, 1892. The Discoboli. Cyclopteridae, Liparopsidae, and Liparidae. Mem. Mus. Comparative Zool. 14(2): 1-96.
- Samuel Garman, 1899. The fishes. Reports on an exploration off the west coast of Mexico, Central America, South America, and off the Galapagos Islands, in charge of Alexander Agassiz, by the U.S. Fish Commission steamer "Albatross," during 1891, Lieut. Commander Z. L. Tanner, U.S.N. commanding. Pt. 26. Mem. Mus. Comparative Zool. 24:1-421.
- Samuel Garman, 18??: Synopsis and description of the American Rhinobatidae.
- Samuel Garman, 1904. The chimeroids (Chismopnea Raf. 1815: Holocephala Mull., 1834), especially Rhinochimera and its allies. Bull. Mus. Comparative Zool. 41:243-272.
- Samuel Garman, 1913. The Plagiostomia. Mem. Mus. Comparative Zool. 36:1-515.[4][1]

## Abreviatura
L'abreviatura Garman s'empra per indicar a Samuel Garman com a autoritat en la descripció i taxonomia zoològica.